# 에이미 앤더슨
에이미 앤더슨(Amy Anderson, 1972년 9월 1일 ~ )은 미국의 코메디언, 배우, 작가이다.

## 생애
1972년 9월 1일 대한민국 서울에서 태어났다. 스웨덴인 부모에게 입양되어 미국 미네소타주에서 성장했다.